# Růžová daň

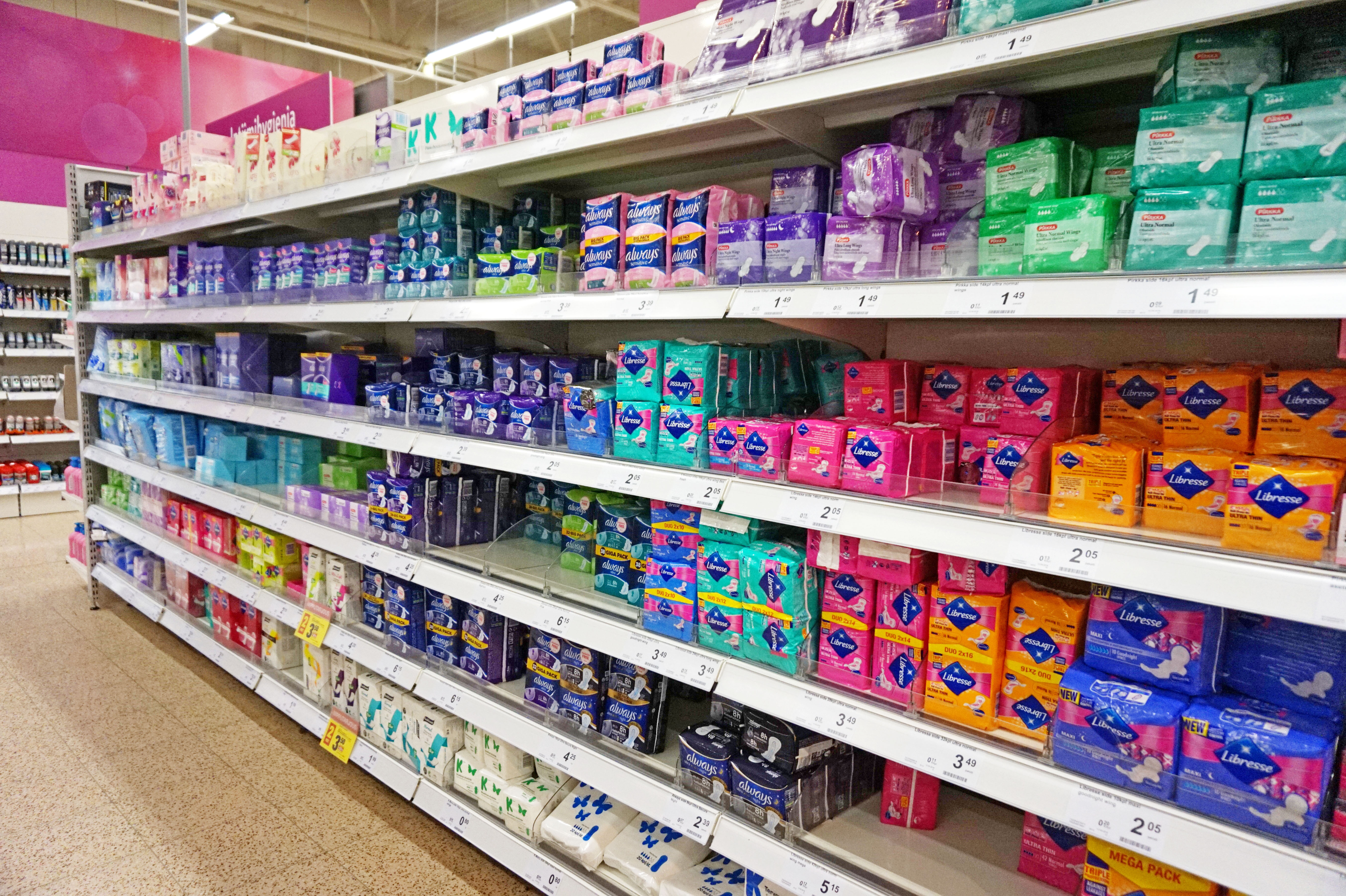
Regál s dámskou hygienou v supermarketu

Růžová daň (z angl. pink tax) je ekonomický fenomén, kterému jsou připisovány charakteristiky genderové diskriminace. Poprvé se pojem „růžová daň“ objevil v roce 1990 v Kalifornii pod názvem „Woman tax“ (ženská daň). Označení je odvozeno od faktu, že většina produktů, kterých se růžová daň týká, se vyrábí v růžových barvách. Tato daň není zavedený úřední termín, nýbrž označení jevu, kdy výrobky, které jsou prodávány jako výrobky speciálně pro ženy, stojí více než ekvivalentní výrobky pro muže. 
Newyorská organizace pro ochranu práv pracovníků a spotřebitelů The New York City Department of Consumer and Worker Protection (DCWP) provedla studii, ze které vyplynulo, že výrobky označené jako „pro ženy“ jsou obecně dražší než výrobky označené jako „pro muže“ – a to bez smysluplného důvodu. Příčiny tohoto jevu jsou různé a patří mezi ně například tzv. tamponová daň, produktová diferenciace nebo názor, že ženy jsou méně cenově elastické než muži.
Produkty označené jako „pro ženy“ jsou podle studie DCWP z roku 2015 v průměru o 7 % dražší než výrobky označené jako „pro muže“. Tento rozdíl v ceně je patrný u výrobků jako oděvy, hračky, hygienické potřeby nebo zdravá výživa. V případě hraček studie porovnávala koloběžku firmy Radio Flyer (americká společnost vyrábějící dětské hračky), přičemž červená koloběžka stála 25 amerických dolarů (zhruba 575 korun) a růžová skoro jednou tolik, 49 amerických dolarů (zhruba 1 126 korun). V oddělení oblečení pro děti bylo dívčí oblečení o 4 % dražší než chlapecké. V oddělení pro dospělé bylo oblečení pro ženy o 8 % dražší než mužské. Nejmarkantnější rozdíl byl v hygieně, kdy výrobky pro ženy stály průměrně o 13 % více než výrobky pro muže.

## Příčiny
Příčin růžové daně může být mnoho, například cla, produktová diskriminace nebo produktová diferenciace.
Produktová diferenciace může být zčásti důvodem pro rozdílnou cenu výrobků a služeb pro ženy a muže. Výrobky jako koloběžka Radio Flyer mohou stát více kvůli mírné změně výrobku. Například růžová koloběžka může stát více než červená z toho důvodu, že je dražší nabarvit koloběžku na růžovo než na červeno, protože červených koloběžek se prodá více než růžových.
Podobně lze nahlížet i na jiné oblasti výroby či služeb, například na kadeřnictví nebo čistírny. Ženské kadeřnictví může být dražší proto, že ženské účesy vyžadují více práce a zaberou více času. Co se týče čistíren, mužské oblečení je často jednoduššího střihu než ženské a vyžaduje méně práce a času, což může být důvodem nižší ceny. Čisticí stroje byly také původně vyráběny pro mužské oblečení, proto může být náročnější – a tím pádem dražší – čistit prádlo ženské.
Důvodem, proč je růžová daň, podle lidí angažujících se proti ní, tak problematická, je její diskriminační princip. Tito kritici říkají, že například mužské a ženské holicí žiletky jsou v podstatě identické a rozlišování dle pohlaví je pouze marketingová strategie. Zatímco fyzický rozdíl mezi ženskými a mužskými žiletkami je minimální, ten marketingový je obrovský. Marketingoví odborníci zjistili, že ženy se méně zaobírají cenou výrobků, což znamená že jsou obecně ochotnější zaplatit vyšší cenu než muži.
Dalším důvodem, proč ženy platí za určité výrobky více, je potřebnost řečených výrobků. Lidé, kteří daný produkt nutně potřebují, jsou ochotni platit mnohem víc, což zase vede k cenové diskriminaci. Tomuto jsou vystaveny například ženy na trhu hygienických potřeb. Ženy bezpodmínečně potřebují vložky nebo tampony, a proto si obchodník může nastavit vysokou cenu, protože svoje výrobky prodá. Pro obchodníky a marketingové odborníky jsou ženy méně elastické než muži, což znamená, že se méně zabývají cenou produktu než muži.

## Tamponová daň
Přestože v zemích Evropské unie platí od roku 2007 evropské právo, které umožňuje „tamponovou daň“ snížit na minimální hranici 5 %, třináct členských zemí stále využívá standardní daň z přidané hodnoty (DPH), kterou se v dané zemi zdaňují produkty považované za luxusní zboží, jako třeba šperky, tabák nebo alkohol. Česká republika, Skandinávské země, Maďarsko, Švýcarsko a Chorvatsko pak patří k 10 zemím, kde zdanění těchto produktů přesahuje 20 %. Ovšem existují i výjimky, například ve Francii daň na ženské hygienické produkty klesla z 20 % na 5,5 %, ve Španělsku a Německu se od roku 2020 měly podle záměru vložky a tampony považovat za „nezbytné produkty“ a jejich daň se taktéž měla snížit. Vláda Velké Británie, kde se tato daň doposud pohybovala na minimální povolené hranici, plánovala po ujednání Brexitu její úplné zrušení.
V celosvětovém rámci je na tom nejlépe Keňa, která v roce 2004 jako první zrušila zdanění tamponů a podobných potřeb a začala zdarma poskytovat menstruační potřeby pro mladé dívky. Od zdanění je pak osvobodila například i Kanada, Indie, Uganda či Nikaragua.
Ve Spojených státech žádná oficiální úřední daň na tampony a jiné hygienické potřeby pro ženy neexistuje. Ve státech, kde jsou vybírány daně z obratu, jsou hygienické potřeby pro ženy zdaněny stejně jako ostatní výrobky, které nebyly od daně osvobozeny. V poslední době[kdy?] byl ve Spojených státech vyvíjen tlak na zahrnutí hygienických potřeb pro ženy do produktů osvobozených od daně. S postupem času však narůstá počet států, kde se daň na tampony již neplatí. K roku 2019 jich bylo 18, mezi nimž byly například: Connecticut, Florida, Maryland, Massachusetts, Pensylvánie, Minnesota, New Jersey, Illinois a New York. Od roku 2015 bylo navíc v New Yorku, a později i ve státě Illionois, zavedeno opatření, díky kterému byly všechny tamní veřejné školy povinny nabízet hygienické potřeby zdarma.

## Ekonomické důsledky
Ekonomický dopad růžové daně je hlavně v nižší kupní síle žen, zvláště ve spojení s tzv. pay-gapem. Rozdíl v odměnách mezi muži a ženami již teď staví ženy do nevýhodného postavení, co se týče kupní síly. Dle dokumentu zveřejněném 31. října 2019 Evropskou komisí ženy v České republice vydělávají o 21,1 % méně než muži, což je výrazně nad průměrem Evropské unie s 16 % a staví tak Česko na druhou příčku zemí EU s největším genderovým pay-gapem (Na prvním místě je Estonsko s 25,6 %). Taktéž ve Spojených státech statistiky ukazují, že ženy vydělají v průměru 89 centů na každý 1 americký dolar, co vydělají muži. Ženy mají tedy průměrně méně peněz než muži a tím pádem menší kupní sílu. Růžová daň následně přispívá k ekonomické nerovnosti mezi muži a ženami. To, že ženy platí za produkty více a přitom vydělávají méně peněz znamená, že muži mají v ekonomice drtivou převahu kupní síly. Daně na produkty, které si ženy kupovat musí a muži ne, nadále k rozdílu v kupní síle přispívají.

## Snahy o změnu

### Pokus o zrušení růžové daně
8. července 2016 kongresmanka Jackie Speier představila na půdě Kongresu H.R 5686, vyhlášku o zrušení růžové daně. Obecný záměr vyhlášky o zrušení růžové daně bylo ukončení cenové diskriminace založené na genderové diskriminaci. Jackie Speier byla hlavní představitelkou a tato vyhláška byla považována za první verzi.

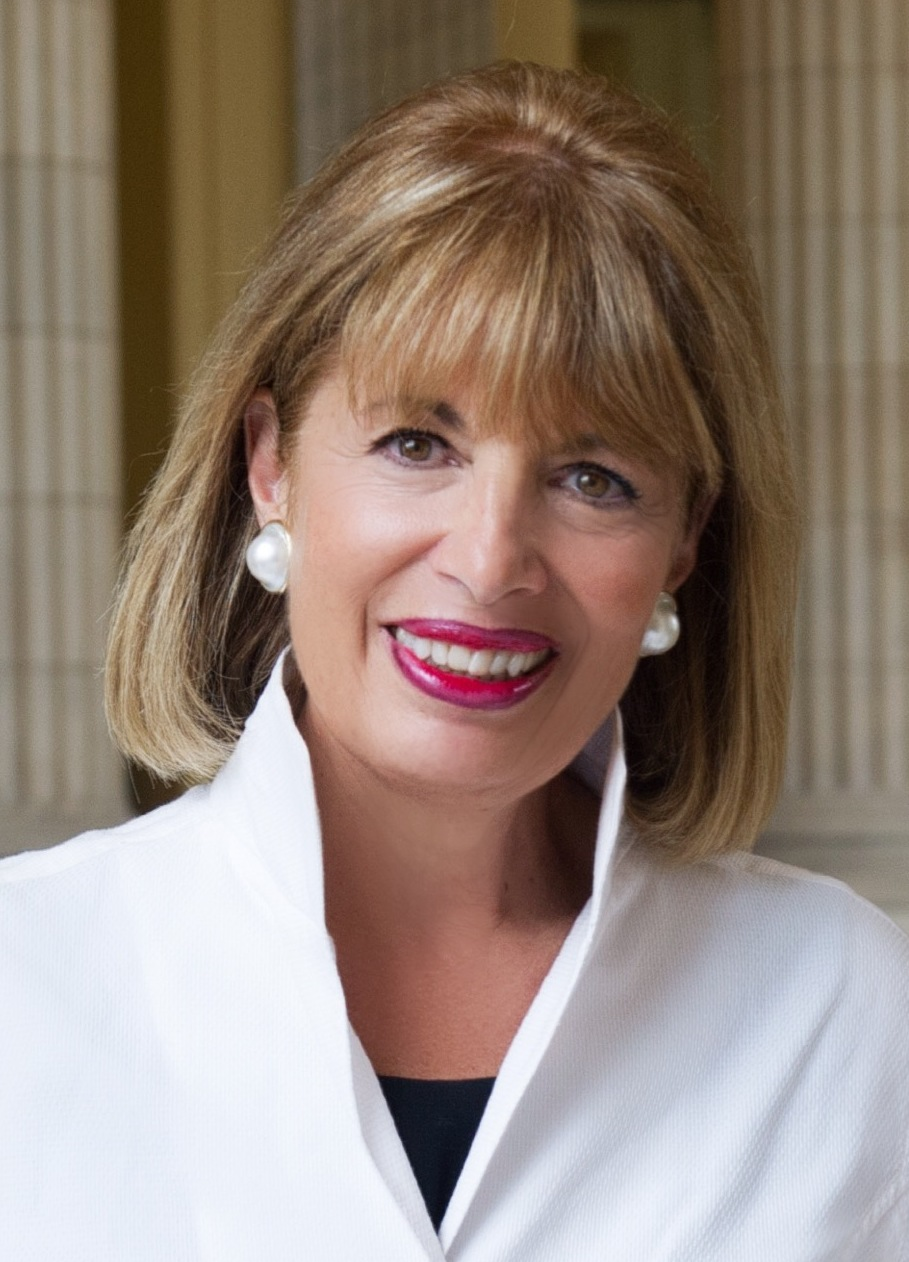
Kongresmanka Jackie Speier

10. dubna roku 2018 Speier představila upravenou verzi vyhlášky o zrušení růžové daně, H.R. 5464. Očekávalo se, že sto patnáctý kongres posoudí verzi z roku 2018. Skopos Labs, společnost, která předpovídá rizika a možnosti, přiřadila vyhlášce 1% šanci na schválení. Vyhláška o zrušení růžové daně měla zajistit, že jakékoliv srovnatelné produkty pro ženy a muže budou naceněny stejně. Vyhláška schválena nebyla. I když sama Speier se nechala slyšet, že nečekala, že by zákon prošel, alespoň se díky němu pokusila rozpoutat diskusi o genderové cenové diskriminaci.

### Pokus o zrušení genderové daně
Když byla Speier na shromáždění ve státě Kalifornie, představila v roce 1995 vyhlášku číslo 1088, známou také jako vyhláška o zrušení genderové daně. Byla velmi podobná vyhlášce o zrušení růžové daně, na rozdíl od ní se však soustředila na genderovou cenovou diskriminaci ve službách. Vyhláška ustanovovala, že podniky jako krejčovství, kadeřnictví, čistírny nesmí cenit své standardní služby podle pohlaví zákazníka nebo podle pohlaví, pro které je oblečení určeno bez validního, podloženého a viditelně umístěného upozornění. Vyhláška prošla a nabyla účinnosti. Podobná vyhláška zaměřená na produkty byla navržena brzy po té první, ta se však setkala s velkým odporem výrobních firem. Hlavním argumentem proti vyhlášce bylo, že uvedení vyhlášky do praxe by vedlo k soudním sporům a zvýšení cen.

## Kritika
Kritici principu růžové daně vycházejí z přesvědčení, že pokud by růžová daň byla reálná, pak by to znamenalo, že ženy jsou tak jednoduše zmanipulovatelné marketingem, že volí cenově dražší a kvalitou srovnatelné výrobky jen kvůli tomu, že jsou označené jako „ženské“. Namísto toho přisuzují rozdíl v cenách tržním vlivům a říkají, že pokud ženy pokračují v nákupu dražších „ženských“ výrobků, je to proto, že v těchto výrobcích vidí smysl a jsou ochotné si je koupit i přes jejich vyšší cenu u vědomí toho, že ekvivalent pro muže je levnější. Výrazné rozdíly v ceně naznačují rozdíly v prodejnosti různých produktů.
Odpor proti aktu zrušení růžové daně přicházel od maloobchodníků a výrobců dámských produktů a oblečení. Hlavní argument proti aktu zrušení růžové daně říkal, že tento akt by bylo složité legislativně prosadit a následovaly by soudní spory. Další argument říká, že rozdíl mezi mužskými a ženskými produkty není vždy rozeznatelný, a proto by odstranění cenového rozdílu bylo subjektivní. Zrušení růžové daně a s tím spojené snížení ceny ženských výrobků by údajně vedlo k propouštění zaměstnanců.
V USA konzervativní Republikánská strana svůj odpor proti zrušení tamponové daně ve Virginii podpořila argumentem, že daňovou diskriminaci ženských produktů je nutné vyřešit obecně daňovou reformou. Dodávají však, že podporují celkové odstranění daně z obratu.
Satirická karetní hra „Cards against humanity“ (Karty proti lidskosti) vydala speciální edici „for Her“ (pro ni), která je ve všech ohledech úplně stejná, až na to, že je zbarvená do růžova a je dražší. Vydání této edice bylo satirou právě na růžovou daň s cílem podpořit EMILY’s List, což je politický výbor ze Spojených států, který podporuje ženské pro-choice (názor obhajující právo žen se rozhodnout pro potrat) demokratické kandidáty.